# О знаменитых мужах (Иероним)
О знамени́тых мужа́х (лат. De viris illustribus) — сочинение св. Иеронима Стридонского, изданное в 392—393 годах в Вифлееме. 

## О знаменитых мужах
Книга состоит из предисловия и ста тридцати пяти глав, каждая глава содержит краткую биографию одного из ста тридцати пяти выдающихся деятелей: отцов церкви и церковных писателей первых четырёх веков. 
Книга содержит не только ценные сведения о жизни знаменитых людей, но и сведения о их сочинениях, многие из которых не сохранились до наших дней. 
В предисловии сочинения Иероним Стридонский пишет о том, что Флавий Луций Декстер, автор книги «Всеобщая история», предложил написать ему эту книгу, подражая примеру Транквилла, автора одноимённого труда. Иероним говорит о том, что книга написана для того, чтобы прославить Церковь и показать, что Церковь произвела учёных мужей, философов и ораторов, в противовес утверждениям Цельса, Порфирия и Юлиана Отступника о «невежестве» Церкви. Флавий Декстер был сыном епископа Барселонского Пакиана и занимал должность префекта претория во время правления императора Гонория. Пакиану и Декстеру посвящены отдельные две главы в книге Иеронима; последняя, 135 глава в книге это биография самого Иеронима. Источниками для написания книги были более ранние истории и хроники, которыми пользовался Иероним. Наибольшую помощь при написании книги, как пишет сам автор, послужило сочинение Евсевия Кесарийского "Церковная история".
Патролог А. И. Сидоров считает «О знаменитых мужах» первым трудом в истории Церкви, посвящённым исключительно патрологии (предшественник, Евсевий, составил труд, посвящённый церковной истории и патрологии вместе). Труд блаженного Иеронима в течение более тысячи лет оставался образцом для подобных, часто одноимённых, произведений более поздних авторов, называемых номенклаторами.
В научной литературе, в сносках используется сокращение для этой книги — Hieron. De vir. illustr. (Hieronymus. "De viris illustribus")

## Содержание книги
- 1. Петр.
- 2. Иаков Праведный.
- 3. Матфей.
- 4. Иуда.
- 5. Павел.
- 6. Варнава.
- 7. Лука.
- 8. Марк.
- 9. Иоанн.
- 10. Ерм.
- 11. Филон Иудей.
- 12. Луций Анней Сенека.
- 13. Иосиф.
- 14. Иуст.
- 15. Климент.
- 16. Игнатий Антиохийский.
- 17. Поликарп.
- 18. Папий.
- 19. Квадрат.
- 20. Аристид.
- 21. Агриппа.
- 22. Гегезипп.
- 23. Иустин.
- 24. Мелитон из Сарды.
- 25. Феофил.
- 26. Аполлинарий.
- 27. Дионисий.
- 28. Пинит Критский.
- 29. Татиан.
- 30. Филипп Критский.
- 31. Мусан.
- 32. Модест.
- 33. Вардесан из Месопотамии.
- 34. Виктор.
- 35. Ириней.
- 36. Пантен.
- 37. Родон.
- 38. Климент.
- 39. Мильтиад.
- 40. Аполлоний.
- 41. Серапион.
- 42. Аполлоний.
- 43. Феофил.
- 44. Вакхил.
- 45. Поликрат.
- 46. Гераклит.
- 47. Максим.
- 48. Кандид.
- 49. Аппион.
- 50. Сикст.
- 51. Арабиан.
- 52. Иуда.
- 53. Тертуллиан.
- 54. Ориген.
- 55. Аммоний.
- 56. Амвросий.
- 57. Трифон.
- 58. Минуций Феликс.
- 59. Гай.
- 60. Берилл.
- 61. Ипполит.
- 62. Александр Каппадокийский.
- 63. Юлий Африканский.
- 64. Гемин.
- 65. Феодор (Григорий Неокесарийский).
- 66. Корнелий.
- 67. Киприан Африканский.
- 68. Понтий.
- 69. Дионисий Александрийский.
- 70. Новациан.
- 71. Малхион.
- 72. Архелай.
- 73. Анатолий Александрийский.
- 74. Викторин.
- 75. Памфил.
- 76. Пирий.
- 77. Лукиан.
- 78. Филей.
- 79. Арнобий.
- 80. Фирмиан (Лактанций).
- 81. Евсевий Кесарийский.
- 82. Ретиций.
- 83. Мефодий.
- 84. Ювенций.
- 85. Евстафий.
- 86. Маркелл.
- 87. Афанасий.
- 88. Антоний.
- 89. Василий Анкирский.
- 90. Феодор.
- 91. Евсевий Эмесский.
- 92. Трифилий.
- 93. Донат.
- 94. Астерий.
- 95. Люцифер Каларийский.
- 96. Евсевий из Сардинии.
- 97. Фортунатиан.
- 98. Акакий.
- 99. Серапион.
- 100. Иларий.
- 101. Викторин.
- 102. Тит.
- 103. Дамас.
- 104. Аполлинарий.
- 105. Григорий из Эльвиры.
- 106. Пакиан.
- 107. Фотин.
- 108. Фебадий.
- 109. Дидим.
- 110. Оптат.
- 111. Акилий Север.
- 112. Кирилл Иерусалимский.
- 113. Евзой.
- 114. Епифаний.
- 115. Ефрем.
- 116. Василий Кесарийский.
- 117. Григорий Назианзин.
- 118. Лукий.
- 119. Диодор.
- 120. Евномий.
- 121. Присциллиан.
- 122. Латрониан.
- 123. Тибериан.
- 124. Амвросий Миланский.
- 125. Евагрий.
- 126. Амвросий Александрийский.
- 127. Максим.
- 128. Григорий Нисский.
- 129. Иоанн Антиохийский.
- 130. Геласий.
- 131. Феотим.
- 132. Декстер.
- 133. Амфилохий.
- 134. Софроний.
- 135. Иероним.